# Florin Posteucă
Florin Eugen Posteucă (* 1977) ist ein ehemaliger Badmintonspieler aus Rumänien.

## Karriere
Posteucăs erster Gewinn einer nationalen Meisterschaft im Herreneinzel datiert aus dem Jahr 1994. Diesen Einzeltitel konnte er neun Jahre hintereinander bis 2002 verteidigen. Nach zweijähriger Pause gewann er 2005 seinen letzten Titel. Im Doppel mit Nicusor Vintila siegte er erstmals 1995. Auch diesen Titel konnte er 1996 und 1997 erneut erkämpfen. 2000 und 2001 siegte er mit seinem neuen Doppelpartner Ciprian Straut, und 2003 mit Vicent Dusnoki. Seinen einzigen Titel im Mixed holte er sich 1998 mit Adina Posteucă.
International repräsentierte er Rumänien bei der Mannschafts-Europameisterschaft 2007. Im Einzel startete er 1999 bei der Weltmeisterschaft in Kopenhagen und bei der Europameisterschaft 1998.
Nach seiner sportlichen Laufbahn war er als Funktionär im Badminton aktiv.